# Sperlonga
Sperlonga je obec v italském kraji Lazio, v provincii Latina. Leží ve střední části země, na západě, na pobřeží Tyrhénského moře. Nachází se přibližně v půli cesty mezi Římem a Neapolí. Je vzdálená 110 km jihovýchodně od Říma a 100 km severozápadně od Neapole.